# Роберт Джеймсон
Роберт Джеймсон (англ. Robert Jameson; липень 1774, Лейт, Шотландія — 19 квітня 1854, Единбург) — шотландський історик природи, мінералог.

## Життєпис
Джеймсон отримав освіту в Академії Лейта у своєму рідному місті. У Единбурзькому університеті він вивчав медицину, ботаніку, хімію та природничу історію, спочатку в якості медичного помічника британського медика Джона Чейна. У 1793 році під впливом історика природи Джона Волкера він перейшов до галузі мінералогії та геології. Як помічник Волкера, він був призначений керувати університетським музеєм. Він поповнив природничо-історичну колекцію свого університету знахідками з Гебридських, Оркнейських та Шетландських островів.
З 1800 по 1801 рік він провів рік у Фрайберзькій гірничій академії у Саксонії, де працював у геолога Авраама Ґотлоба Вернера. У 1803 році він змінив Вокера на посаді Регіонального професора природної історії в Единбурзькому університеті.
У 1799 році він був обраний дійсним членом Королівського товариства Единбурга.. У 1820 році він був прийнятий членом-кореспондентом Прусської академії наук.

## Досягнення
Джеймсон став першим помітним представником так званого нептунізму або вернізму в Шотландії і обіймав посаду президента Товариства природознавства Вернера (англ. Wernerian Natural History Society) з 1804 року до своєї смерті. У 1819 році він разом із шотландським фізиком, сером Девідом Брюстером (1781–1868) заснував «The Edinburgh Philosophical Journal» і став єдиним редактором у 1824 році. Його приватна колекція мінералів досі становить основну частину колекції Королівського шотландського музею.
Джеймсон також першим описав мінерал олівеніт і дав  назву бурноніту, яка актуальна і сьогодні. Однак мінерал, який він описав як Азурит, пізніше виявився Лазулітом.

## Твори
- Mineralogy of the Scottish Isles («Мінералогія Шотландських островів») (1800)
- A System of Mineralogy (1804, 1808; 3 Auflagen) («Система мінералогії» (1804, 1808; 3 видання))
- Elements of Geognosy («Елементи геогнозії» ) (1809)
- Manual of Mineralogy («Посібник з мінералогії») (1821)

## Відзнаки
- На його честь названо мінерал Джемсоніт, відкритий і описаний у 1825 році.[6]
- Англійський мореплавець і натураліст Вільям Скорсбі дав назву Джеймсонленд регіону в Східній Гренландії, який він відкрив у 1822 році.[7]